# Violant de Castella

Escut del Senyoriu de Biscaia.

Violant de Castella (1265 - 1287/1308) fou senyora de Biscaia, filla d'Alfons X de Castella i de Violant d'Aragó. El seu germà Sanç IV la casà amb Diego López V d'Haro, senyor de Biscaia.

## Orígens familiars
Filla d'Alfons X el Savi, rei de Lleó i de Castella, i de la seva esposa, la reina Violant d'Aragó i d'Hongria. Per part paterna era neta de Ferran III el Sant, rei de Castella i de Lleó, i de la seva primera esposa, la reina Beatriu de Suàbia. Per part materna era neta de Jaume I el Conqueridor, rei d'Aragó, i de la seva segona esposa, la reina Violant d'Hongria.

## Biografia
La infanta Violant de Castella va néixer el 1265. El 1272 es va acordar i un any després es confirmà el seu matrimoni amb l'infant Teobaldo, fill del rei Enric I de Navarra, establint una aliança entre Alfons X el Savi i el rei navarrès. El matrimoni entre la infanta Violant de Castella i l'infant Teobaldo no es va arribar a consumar donat que l'infant va morir duran la seva infantesa com a resultat d'una caiguda. Posteriorment, el 1282, va contraure matrimoni amb Diego López V d'Haro, senyor de Biscaia.
Es desconeix la seva data de defunció, encara que va tenir lloc entre el 12 de març de 1287 i el 30 de gener de 1308.
El cos de la infanta va rebre sepultura al Monestir de San Francisco de Burgos, actualment desaparegut. Al mateix monestir va rebre sepultura el seu marit, Diego López V de Haro, senyor de Biscaia.

## Núpcies i descendència
Del seu matrimoni amb Diego López V d'Haro van néixer quatre fills:
- Lope Díaz de Haro (1285-1322). Senyor d'Urduña i Balmaseda i Alferes de Ferran IV de Castella, entre febrer de 1310 i maig de 1311. Sense descendència.
- Fernando Díaz de Haro. Señor d'Urduña i Balmaseda a la mort del seu germà. Va contraure matrimoni el 1315 amb María de Portugal i Manuel, filla de l'infant Alfons de Portugal i de la seva esposa Violant Manuel, germana de Joan Manuel de Castella.
- Pedro López de Haro. Va morir durant la infantesa.
- María Díaz de Haro, senyora de Tordehumos († 1320). Va contraure matrimoni amb Juan Núñez II de Lara, senyor de Lara i Albarrasí.